# Cornus canadensis

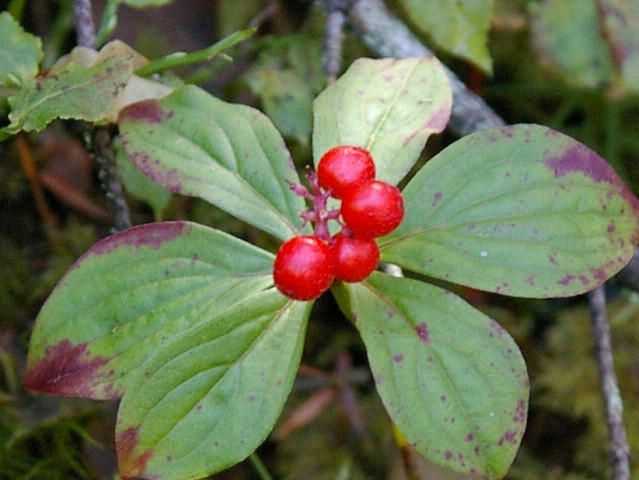
Fruto

Cornus canadensis es una especie de planta en la familia Cornaceae (cornejo), nativo del norte de Asia, el norte de EE. UU., Canadá y Groenlandia. A diferencia de sus familiares, que son árboles y arbustos, C. canadensis es una planta rastrera, rizomatosa perenne que crece hasta unos 20 cm de alto.

## Descripción
Cornus canadensis es una especie herbácea de lento crecimiento un sub arbusto que alcanza un tamaño de 10-20 cm de altura, generalmente formando una alfombra. Los brotes por encima del suelo se levantan desde esbeltos rizomas rastreros que se colocan 2.5 a 7.5 cm de profundidad en el suelo, y forman colonias bajo los árboles. Los tallos se produce verticalmente sobre el suelo y son delgados y ramificados. Las hojas están dispuestas de manera opuesta en el vástago, pero se agrupan con seis hojas que a menudo parecen estar en un verticilo debido a que los entrenudos se comprimen. Las hojas de color verde se producen cerca del nodo terminal y consisten en dos tipos: 2 más grande y 4 hojas más pequeñas. Las hojas más pequeñas se desarrollan a partir de las yemas axilares de las hojas más grandes. Las brillantes hojas verde oscuro tienen pecíolos de 2 a 3 mm largos y son obovadas. Las hojas tienen bordes enteros y miden 3.5 a 4.8 cm de largo y de 1,5 a 2,5 cm de ancho, con 2 o 3 venas y las bases en forma cuneiforme y ápices abruptamente acuminados. En el otoño, las hojas tornan completamente a rojo.

## Flores

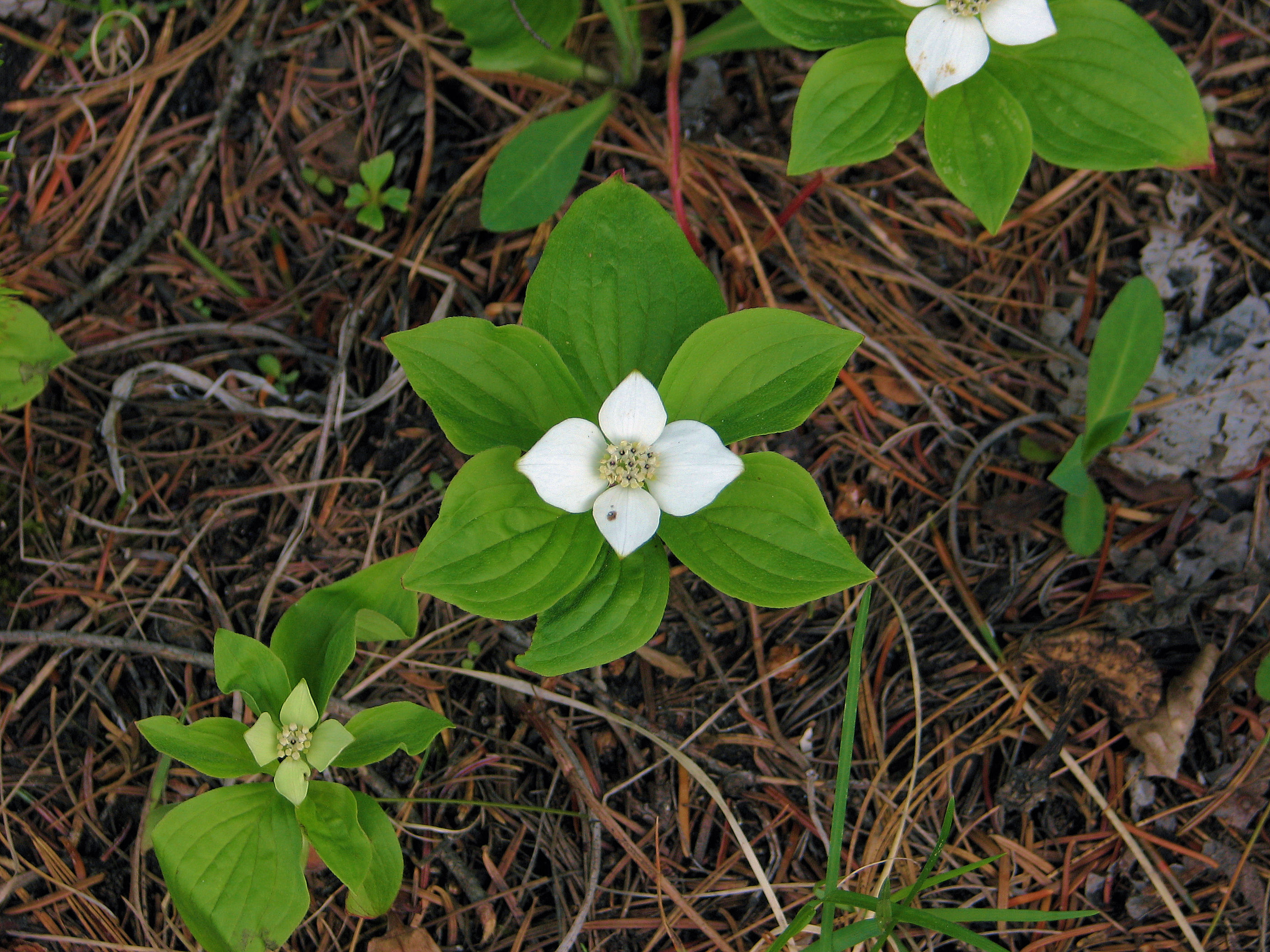
Flores, Bonnechere Provincial Park, Ontario

Desde finales de la primavera hasta mediados del verano, se producen las flores blancas de 2 mm de diámetro con pétalos recurvados que son ovadas-lanceoladas de 1.5-2 cm de largo. Las inflorescencias están formadas por cimas compuestas terminales, con grandes brácteas blancas vistosas. Las brácteas son ampliamente ovadas de 0,8 a 1,2 cm de longitud y 0,5-1,1 cm de ancho, con 7 venas corrientes paralelas. Los nudos inferiores del tallo han reducido en gran medida las hojas rudimentarias. El cáliz en forma de tubo es obovado de 1 mm de largo cubierto de pelos densamente pubescentes junto con tricomas adpresos blancos grisáceas. Polinizadores incluyen abejorros, abejas, y sírfidos. Los frutos se parecen a las bayas, pero son drupas. 

## Ecología
Las aves son los principales agentes de dispersión de las semillas, ya que consumen la fruta durante su migración de otoño. En Alaska, es una planta forrajera importante para el venado bura, venado de cola negro y el alce, que la consumen a lo largo de la temporada de crecimiento.

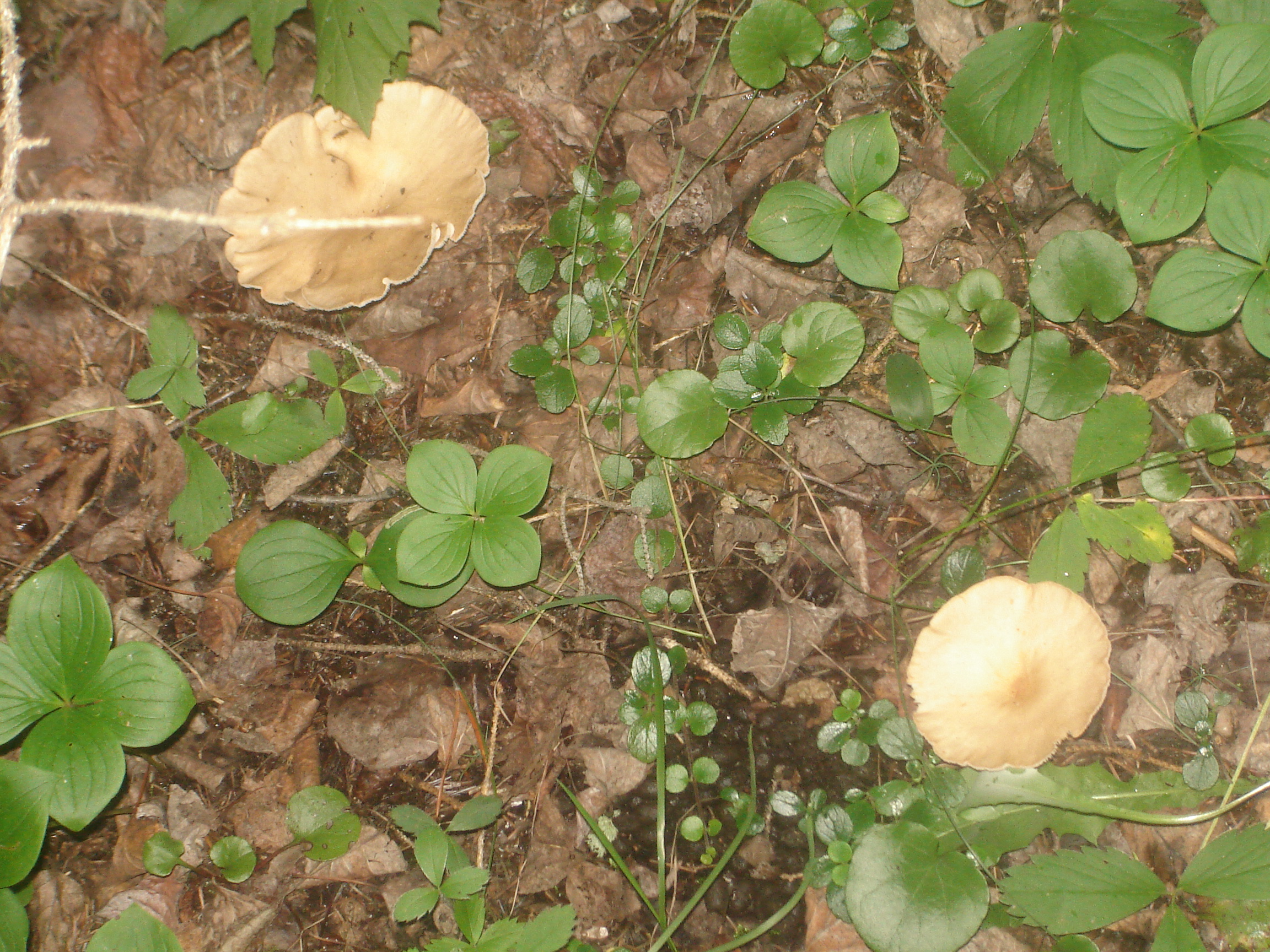
En su hábitat

## Taxonomía
Cornus canadensis fue descrita por Carlos Linneo y publicado en Species Plantarum 1: 118. 1753.
Sinonimia
- Arctocrania canadensis (L.) Nakai
- Chamaepericlymenum canadense (L.) Asch. & Graebn.
- Chamaepericlymenum canadense f. purpurascens Miyabe & Tatew.
- Cornella canadensis (L.) Rydb.
- Cornus cyananthus Raf.
- Cornus fauriei H.Lév.
- Cornus herbacea var. canadensis (L.) Pall.
- Cornus suffruticosa Raf.
- Cynoxylon canadense (L.) J.H.Schaffn.
- Eukrania canadensis (L.) Merr.
- Eukrania cyananthus (Raf.) Merr.[5]